# تپه گورستان شاملو
تپه قبرستان شاملو مربوط به عصر مفرغ میانی - سده‌های میانه و متاخر دوران‌های تاریخی پس از اسلام است و در شهرستان ملایر، بخش مرکزی، دهستان حرم رود علیا، چسبیده به روستای شوشاب واقع شده و این اثر در تاریخ ۷ اسفند ۱۳۸۶ با شمارهٔ ثبت ۲۱۶۳۲ به‌عنوان یکی از آثار ملی ایران به ثبت رسیده است.